# Osgood-Blattohrmaus
Die Osgood-Blattohrmaus (Phyllotis osgoodi) ist ein wenig erforschtes Nagetier aus der Gattung der Blattohrmäuse (Phyllotis). Das Artepitheton ehrt den US-amerikanischen Zoologen Wilfred Hudson Osgood.

## Merkmale
Die Gesamtlänge beträgt 180 bis 245 mm, die Kopf-Rumpf-Länge 84 bis 135 mm, die Schwanzlänge 80 bis 110 mm, die Hinterfußlänge 24,0 bis 29,0 mm, die Ohrenlänge 19,6 bis 28,0 mm und das Gewicht 27,0 bis 57,5 g. Phyllotis osgoodi ähnelt in ihrem Habitus der Darwin-Blattohrmaus (Phyllotis darwini). Die Oberseitenfärbung variiert von beigekaffeebraun bis gelbbraun. Die Haare sind schwarz. Der Bauch ist schmutzig grau. Der Karyotyp beträgt 2n = 40.

## Vorkommen, Lebensraum und Lebensweise
Die Osgood-Blattohrmaus ist endemisch im Altiplano in der chilenischen Provinz Arica. Die bekannten Exemplare wurden in einer Höhenlage von 4400 Metern gefangen. Über die Lebensweise ist nichts bekannt.

## Status
Die Osgood-Blattohrmaus hat ein relativ kleines Verbreitungsgebiet von ungefähr 5000 km². Die Region ist gegenwärtig von Bergbauaktivitäten betroffen. Die IUCN listet die Art in der Kategorie „unzureichende Datenlage“ (data deficient).

## Weblink
- Phyllotis osgoodi in der Roten Liste gefährdeter Arten der IUCN 2013.1. Eingestellt von: D’Elia, G. & Patterson, B., 2008. Abgerufen am 16. Oktober 2013.